# 1972-es magyar úszóbajnokság
Az 1972-es magyar úszóbajnokságot az olimpiai felkészülés miatt tavasszal rendezték meg.

## Eredmények

### Férfiak
| Versenyszám            | Arany                                                              | Arany   | Ezüst                                                               | Ezüst   | Bronz                                                             | Bronz   |
| ---------------------- | ------------------------------------------------------------------ | ------- | ------------------------------------------------------------------- | ------- | ----------------------------------------------------------------- | ------- |
| 100 m gyorsúszás       | Szentirmay István BVSC                                             | 54,2    | Császári Attila BVSC                                                | 54,8    | Cseke Endre Tatabánya                                             | 55,1    |
| 200 m gyorsúszás       | Hargitay András KSI                                                | 1:59,2  | Császári Attila BVSC                                                | 2:01,0  | Borlói Mátyás Újpesti Dózsa                                       | 2:03,1  |
| 400 m gyorsúszás       | Verrasztó Zoltán KSI                                               | 4:20,0  | Borlói Mátyás Újpesti Dózsa                                         | 4:20,5  | Sós Csaba KSI                                                     | 4:23,3  |
| 1500 m gyorsúszás      | Sós Csaba KSI                                                      | 17:22,7 | Tóth Csaba KSI                                                      | 17:25,2 | Mikola Tamás Bp. Honvéd                                           | 17:35,2 |
| 100 m hátúszás         | Cseh László Újpesti Dózsa                                          | 59,6    | Verrasztó Zoltán KSI                                                | 1:02,2  | Hámori Jenő Bp. Spartacus                                         | 1:03,1  |
| 200 m hátúszás         | Verrasztó Zoltán KSI                                               | 2:12,1  | Cseh László Újpesti Dózsa                                           | 2:13,3  | Borlói Mátyás Újpesti Dózsa                                       | 2:14,9  |
| 100 m mellúszás        | Szabó Sándor Bp. Spartacus                                         | 1:09,3  | Szentirmay István BVSC                                              | 1:09,8  | Tóth János Egri Dózsa                                             | 1:09,9  |
| 200 m mellúszás        | Tóth János Egri Dózsa                                              | 2:32,2  | Hargitay András KSI                                                 | 2:32,4  | Szabó Sándor Bp. Spartacus                                        | 2:32,5  |
| 100 m pillangóúszás    | Szentirmay István BVSC                                             | 58,1    | Hargitay András KSI                                                 | 58,5    | Csinger Márton Bp. Spartacus                                      | 59,4    |
| 200 m pillangóúszás    | Sós Csaba KSI                                                      | 2:14,7  | Mikola Tamás Bp. Honvéd                                             | 2:19,0  | Hrivó Árpád Bp. Honvéd                                            | 2:21,8  |
| 200 m vegyesúszás      | Hargitay András KSI                                                | 2:11,9  | Szentirmay István BVSC                                              | 2:14,8  | Csinger Márton Bp. Spartacus                                      | 2:16,4  |
| 400 m vegyesúszás      | Hargitay András KSI                                                | 4:40,0  | Verrasztó Zoltán KSI                                                | 4:49,8  | Sós Csaba KSI                                                     | 4:55,0  |
| 4 × 100 m gyorsváltó   | BVSC Varga László Erdélyi Ferenc Császári Attila Szentirmay István | 3:41,2  | Újpesti Dózsa Borlói Mátyás Csatlós Csaba Riskó Géza Cseh László    | 3:42,4  | Egri Dózsa Sass Attila Simkó Zoltán Hevesi László Kovács Bertalan | 3:54,8  |
| 4 × 200 m gyorsváltó   | KSI Tallós László Sós Csaba Verrasztó Zoltán Hargitay András       | 8:12,5  | BVSC Szentirmay István Rátonyi Gábor Erdélyi Ferenc Császári Attila | 8:17,7  | Újpesti Dózsa Riskó Géza Csatlós Csaba Borlói Mátyás Cseh László  | 8:37,4  |
| 4 × 100 m vegyes váltó | BVSC Erdélyi Ferenc Szentirmay István Varga László Császári Attila | 4:08,2  | Bp. Spartacus Hámori Jenő Nagy József Csinger Márton Szabó Sándor   | 4:09,4  | KSI Rudolf Róbert Virágh Gábor Verrasztó Zoltán Hargitay András   | 4:12,9  |

### Nők
| Versenyszám            | Arany                                                    | Arany   | Ezüst                                                                   | Ezüst   | Bronz                                                                     | Bronz   |
| ---------------------- | -------------------------------------------------------- | ------- | ----------------------------------------------------------------------- | ------- | ------------------------------------------------------------------------- | ------- |
| 100 m gyorsúszás       | Gyarmati Andrea Ferencvárosi TC                          | 1:00,9  | Turóczy Judit BVSC                                                      | 1:01,5  | Kovács Edit BVSC                                                          | 1:02,4  |
| 200 m gyorsúszás       | Gyarmati Andrea Ferencvárosi TC                          | 2:14,9  | Turóczy Judit BVSC                                                      | 2:16,5  | Szlavitsek Gizella Újpesti Dózsa                                          | 2:19,7  |
| 400 m gyorsúszás       | Gyarmati Andrea Ferencvárosi TC                          | 4:50,9  | Szlavitsek Gizella Újpesti Dózsa                                        | 4:51,5  | Törzs Mária Újpesti Dózsa                                                 | 4:52,1  |
| 800 m gyorsúszás       | Törzs Mária Újpesti Dózsa                                | 10:00,7 | Dugántsi Anna Bp. Honvéd                                                | 10:09,3 | Bacsek Edit Bp. Honvéd                                                    | 10:14,3 |
| 100 m hátúszás         | Gyarmati Andrea Ferencvárosi TC                          | 1:08,2  | Turóczy Judit BVSC                                                      | 1:10,7  | Szekeres Ildikó Újpesti Dózsa                                             | 1:11,1  |
| 200 m hátúszás         | Gyarmati Andrea Ferencvárosi TC                          | 2:26,6  | Turóczy Judit BVSC                                                      | 2:33,3  | Madarassy Szilvia Újpesti Dózsa                                           | 2:34,8  |
| 100 m mellúszás        | Kaczander Ágnes Bp. Spartacus                            | 1:18,0  | Kovács Edit BVSC                                                        | 1:19,3  | Kiss Éva Bp. Honvéd                                                       | 1:19,6  |
| 200 m mellúszás        | Kaczander Ágnes Bp. Spartacus                            | 2:46,3  | Kiss Éva Bp. Honvéd                                                     | 2:47,2  | Bede Erzsébet Egri Dózsa                                                  | 2:55,3  |
| 100 m pillangóúszás    | Gyarmati Andrea Ferencvárosi TC                          | 1:05,6  | Turóczy Judit BVSC                                                      | 1:06,6  | Kovács Edit BVSC                                                          | 1:09,5  |
| 200 m pillangóúszás    | Kaczander Ágnes Bp. Spartacus                            | 2:29,9  | Kiss Éva Bp. Honvéd                                                     | 2:30,9  | Válent Vera Tatabánya                                                     | 2:36,3  |
| 200 m vegyesúszás      | Turóczy Judit BVSC                                       | 2:31,4  | Válent Vera Tatabánya                                                   | 2:36,8  | Kiss Éva Bp. Honvéd                                                       | 2:37,1  |
| 400 m vegyesúszás      | Kaczander Ágnes Bp. Spartacus                            | 5:17,4  | Kiss Éva Bp. Honvéd                                                     | 5:28,8  | Ernst Ágnes Ferencvárosi TC                                               | 5:38,0  |
| 4 × 100 m gyorsváltó   | BVSC Nagy Zsuzsa Bojtos Ildikó Kovács Edit Turóczy Judit | 4:15,6  | Újpesti Dózsa Törzs Mária Eckel Edit Szlavitsek Gizella Szekeres Ildikó | 4:16,2  | Ferencvárosi TC Benedek Ildikó Mohácsi Piroska Gulyás Éva Gyarmati Andrea | 4:24,3  |
| 4 × 100 m vegyes váltó | BVSC Nagy Zsuzsa Máté Mária Turóczy Judit Kovács Edit    | 4:45,8  | Ferencvárosi TC Gyarmati Andrea Ernst Ágnes Benedek Ildikó Gulyás Éva   | 4:46,9  | Újpesti Dózsa Szekeres Ildikó Csapó Katalin Tóth Zsuzsa Törzs Mária       | 4:52,6  |

## Csúcsok
A bajnokság során az alábbi csúcsok születtek:
| Esemény                         | Idő    | Név                | Csapat        | Csúcs                        |
| ------------------------------- | ------ | ------------------ | ------------- | ---------------------------- |
| Férfi 100 méteres hátúszás      | 59,6   | Cseh László        | Újpesti Dózsa | Országos felnőtt             |
| Férfi 200 méteres hátúszás      | 2:12,1 | Verrasztó Zoltán   | KSI           | Országos felnőtt és ifjúsági |
| Férfi 100 méteres pillangóúszás | 58,5   | Hargitay András    | KSI           | Országos ifjúsági            |
| Női 400 méteres gyorsúszás      | 4:51,5 | Szlavitsek Gizella | Újpesti Dózsa | Országos serdülő             |
| Női 200 méteres mellúszás       | 2:55,3 | Bede Erzsébet      | Egri Dózsa    | Országos serdülő             |
| Női 400 méteres vegyesúszás     | 5:17,4 | Kaczander Ágnes    | Bp. Spartacus | Országos felnőtt             |
| Női 400 méteres vegyesúszás     | 5:44,2 | Czövek Zsuzsanna   | Vasas SC      | Országos gyermek             |